# Pselliophora dolens
Pselliophora dolens är en tvåvingeart som först beskrevs av Osten Sacken 1882.  Pselliophora dolens ingår i släktet Pselliophora och familjen storharkrankar.
Artens utbredningsområde är Filippinerna. Inga underarter finns listade i Catalogue of Life.